# Cử Vịnh
Nguyễn Vịnh (1840–1895), thường gọi là Cử Vịnh, là một trong những lãnh đạo của phong trào Cần vương tỉnh Quảng Ngãi.

## Cuộc đời
Nguyễn Vịnh sinh năm Canh Tý (1840) tại làng An Phú, phủ Bình Sơn, nay thuộc thôn Minh Thành, xã Tịnh Minh, huyện Sơn Tịnh, tỉnh Quảng Ngãi. Trước năm 1880 (nhiều nguồn chép sai là 1888), ông vào Kinh thành Huế thi Võ cử và trúng Cử nhân.
Năm 1885, Kinh thành Huế thất thủ, vua Hàm Nghi phát dụ Cần vương, phong trào Cần vương ở Quảng Ngãi nổ ra dưới sự chỉ huy của các lãnh tụ Lê Trung Đình, Nguyễn Tự Tân, Nguyễn Bá Loan,... song đều bị dập tắt. Sau một thời gian dài nỗ lực khôi phục, năm 1894, hưởng ứng nghĩa quân Hương Khê, Nguyễn Vịnh cùng Thái Thú, Tôn Đính và em rể Bạch Văn Vĩnh bí mật tổ chức lực lượng, vạch ra kế hoạch đánh chiếm đồn Thương chính Cổ Lũy và tỉnh thành Quảng Ngãi.
Đêm ngày 7 rạng sáng 8 tháng Chạp năm Giáp Ngọ (1894), nghĩa quân tổ chức thành hai cánh, một do Thái Thú chỉ huy đánh chiếm đồn Cổ Lũy, một do Nguyễn Vịnh chỉ huy đánh chiến tỉnh thành. Hướng Cổ Lũy tác chiến thành công nhưng hướng tỉnh thành lại thất bại do Án sát Tôn Thất Lữ phòng giữ nghiêm ngặt. Nguyễn Vịnh chỉ có thể cho quân bao vây, đến khi lực lượng của Thái Thú từ Cổ Lũy đến hội quân thì rút về núi An Đại (Tư Nghĩa). Tôn Thất Lữ cho quân truy đuổi, bao vây.
Thái Thú, Nguyễn Vịnh, Bạch Văn Vĩnh bị bắt và bị xử tử vào ngày 24 tháng Chạp (19 tháng 1 năm 1895). Cũng có ghi chép Nguyễn Vịnh chết ngày 13 tháng Chạp (8 tháng 1 năm 1895).

## Vinh danh
Di hài của ông được đưa về quê nhà An Phú và được chôn cất ở gò Giản. Năm 2001, mộ của ông được dời đến gò Miễu và được công nhân là Di tích lịch sử, văn hóa cấp tỉnh. Đây là một trong ba di tích cấp tỉnh của xã Tịnh Minh, bên cạnh Nhà lưu niệm Trung tướng Phạm Kiệt (cùng quê ở thôn Minh Thành) và Trường Sĩ quan Lục quân.
Tên của ông được đặt cho một con đường ở thành phố Quảng Ngãi.